# Suits (Fernsehserie)

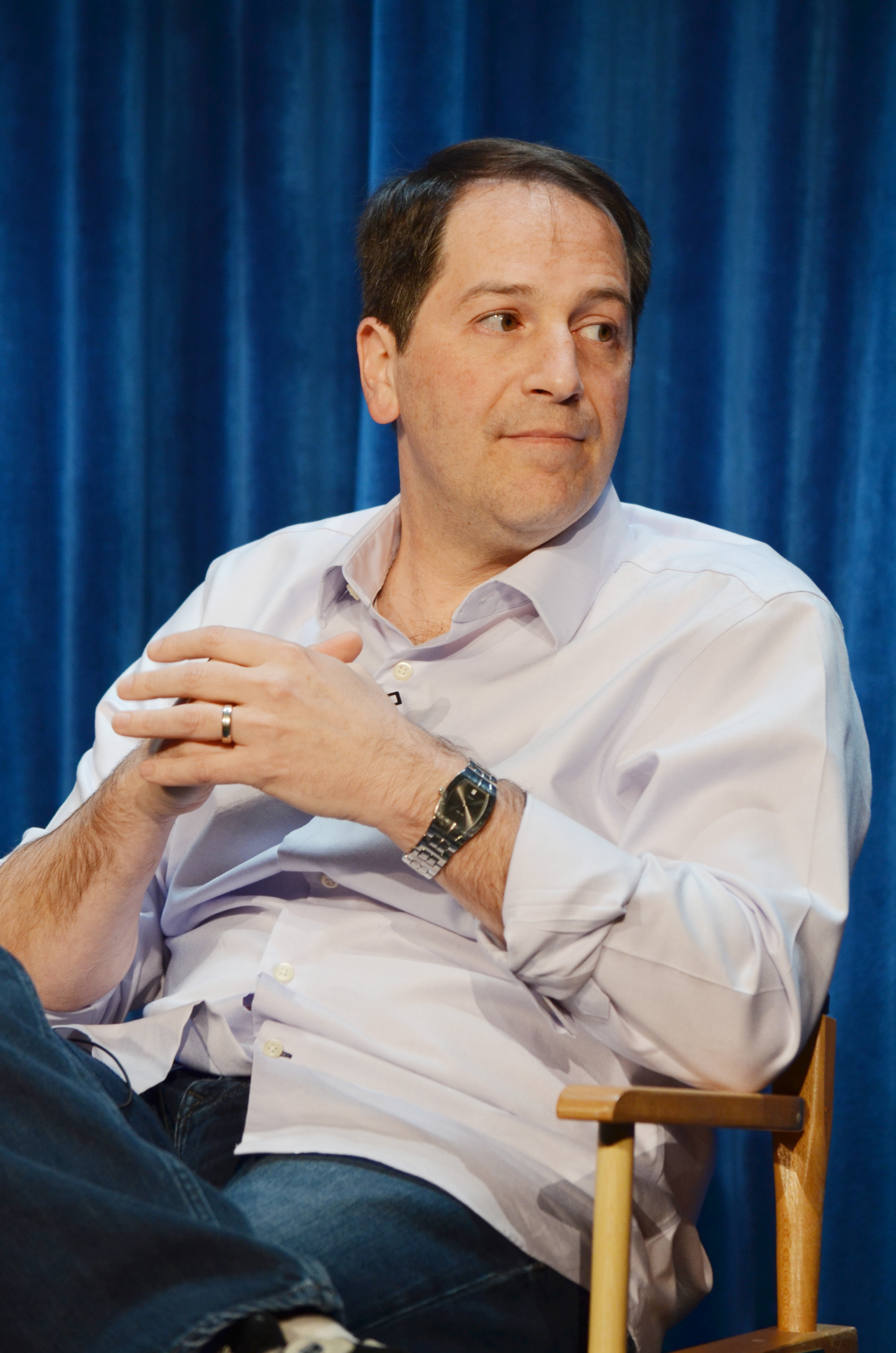
Aaron Korsh, Schöpfer, Drehbuchautor und seit der zweiten Staffel Showrunner und Executive Producer der Serie

Suits (englisch Anzüge; außerdem engl. (law)suits für Klagen, Prozesse) ist eine US-amerikanische Anwaltsserie mit Gabriel Macht, Patrick J. Adams und Meghan Markle (beide Staffel 1–7) in den Hauptrollen. Die Erstausstrahlung erfolgte in den USA am 23. Juni 2011 beim US-Kabelsender USA Network sowie am 7. Januar 2013 bei FOX in Deutschland.

## Handlung
Michael „Mike“ Ross bezahlt für die Altenpflege seiner Großmutter. Als ihr Zustand sich verschlechtert, muss er 25.000 $ auftreiben, um ihr die bestmögliche Behandlung zukommen zu lassen. Deshalb will er über seinen Freund Trevor einmalig als Drogenhändler tätig werden. An dem Abgabeort im Hotel erkennt er, dass er in eine Falle tappt. Er flüchtet und platzt in ein Vorstellungsgespräch für eine Anwaltskanzlei. Harvey Specter, einer der angesehensten und verruchtesten Topanwälte von New York, erkennt Mikes Talent und ist beeindruckt von seinem fotographischen Gedächtnis. Er stellt ihn als Anwalt ein, obwohl er kein abgeschlossenes Jurastudium oder eine Zulassung als Anwalt hat. Im Laufe der Serie, in der sie beide und ihre Kollegen immer neue Fälle lösen, oft auch auf zwielichtige Weise, wird Mikes illegale Berufsausübung als Anwalt immer wieder zum Problem. Und auch die Verschleierungsversuche kommen immer wieder ans Licht.

### Staffel 1
Mike Ross ist ein hochbegabter Hochschulabbrecher. Sein Kindheitstraum war es, Anwalt zu werden. Da Mike dabei erwischt worden war, Ergebnisse einer Matheprüfung an die Tochter des Dekans zu verkaufen, wurde er der Universität verwiesen und sein Traum damit zerstört. Hochintelligent und im Besitz eines fotografischen Gedächtnisses verdient Mike seinen Lebensunterhalt damit, Prüfungen für andere Personen abzulegen – insbesondere LSATs (Law School Admission Tests, Zugangstests für ein juristisches Studium). Da Mike zusätzliches Geld benötigt, um seine Großmutter in einem privaten Pflegeheim unterzubringen, willigt er ein, einen mit Marihuana gefüllten Aktenkoffer für seinen besten Freund Trevor auszuliefern.
Harvey Specter ist einer von New York Citys Top-Anwälten (ein sogenannter Closer, der besonders schwierige Fälle abschließt). In seiner Anwaltskanzlei wird er zum Seniorpartner befördert, womit er von nun an aufgrund der Unternehmenspolitik dazu gezwungen ist, einen jungen Anwalt als Mitarbeiter einzustellen. Als Mike auf der Flucht vor Ermittlern der Drogenbehörde zufällig zu einem Einstellungsgespräch Harveys kommt, beeindruckt er ihn mit seinem schnellen Verstand, seinem enzyklopädischen juristischen Wissen sowie seinem aufrichtigen Wunsch, Anwalt zu werden. Harvey stellt ihn sofort ein, obwohl Mike keinen Abschluss in Jura hat. Da die Kanzlei zudem ausschließlich Absolventen der Harvard University einstellt, beschließen sie vorzugeben, dass Mike ein ehemaliger Harvard-Student wäre. Nur Harveys Sekretärin und Vertraute Donna Paulsen weiß von Beginn an über Mikes Geheimnis Bescheid.
In der Kanzlei wird Mike von Junior-Partner Louis Litt, Harveys neidischem Rivalen, beobachtet und unter Druck gesetzt. Mike und Harvey geraten häufig aufgrund von Mikes Naivität und ethischer Skrupel sowie Harveys aggressivem und scheinbar rücksichtslosem Verhalten in Konflikt. Trotz allem überwinden beide ihre Gegensätze und bilden eine enge Partnerschaft. Unterdessen kämpft Mike damit, sich von Trevor zu distanzieren, der seiner Vergangenheit nicht entkommen kann. Als Trevor die Stadt verlässt, beginnt Mike eine Beziehung mit Trevors Ex-Freundin Jenny. Mike freundet sich mit der Anwaltsgehilfin Rachel Zane an, die durch ihre Prüfungsangst davon abgehalten wird, Jura zu studieren. Die beiden fühlen sich zueinander hingezogen, was Mikes Beziehung zu Jenny verkompliziert und letztendlich scheitern lässt. Trevor kehrt nach New York zurück, wo er erfährt, dass Mike mit Jenny zusammen ist. Aus Rache erzählt er Jessica Pearson die Wahrheit über Mike.

### Staffel 2
In der zweiten Staffel kehrt Daniel Hardman, zweiter Gründungspartner der Kanzlei, nach dem Tod seiner Frau zurück. Hardman musste die Kanzlei einige Jahre zuvor verlassen, da er Mandantengelder veruntreut hatte. Jessica und Harvey befürchten, dass Hardman in seine alte Position als geschäftsführender Partner zurückkehren will und versuchen daher mit allen Mitteln, seine Rückkehr zu verhindern – jedoch vergeblich. Jessica verlangt von Harvey, Mike zu kündigen, da dieser kein Harvard-Absolvent ist. Als Harvey droht, im Falle von Mikes Entlassung ebenfalls zu kündigen, lenkt Jessica letztlich ein.
Harvey wird angeklagt, in einem alten Fall Beweise zurückgehalten zu haben. Im Zuge dessen wird ihm mit dem Entzug seiner Lizenz gedroht. Donna findet und vernichtet das besagte Dokument, woraufhin sie von Jessica gefeuert wird. Hardman und Jessica sind uneins über die Beilegung des Falls, was zu einer Abstimmung der Partner über die Position des geschäftsführenden Partners führt. Hardman wird mit Hilfe von Louis zum geschäftsführenden Partner – allerdings nur für kurze Zeit. Denn Mike und Harvey entdecken, dass Hardman das Dokument gefälscht und Donna untergeschoben hat. Diese ist endgültig entlastet, wurde aber sowieso bereits kurz zuvor auf ausdrücklichen Wunsch Harveys wieder eingestellt.
Mikes Großmutter stirbt währenddessen, was ihn sehr belastet. Mike beginnt eine Affäre mit seiner inzwischen verheirateten ersten Liebe Tess. Rachel sieht die beiden zusammen, was zu einem Bruch ihrer Freundschaft führt. Hardman muss die Kanzlei nach seinem erneuten Betrug endgültig verlassen, womit Jessica wieder zum geschäftsführenden Partner gewählt wird.
Die Kanzlei Pearson Hardman geht aus diesem Machtkampf geschwächt hervor, was andere Kanzleien ausnutzen wollen – allen voran die von Rachels Vater Robert Zane. Für dessen Kanzlei arbeitet Daniel Hardman nun als Vertragsanwalt und kehrt zurück, um in mehreren Fällen von Geschlechterdiskriminierung gegen seine alte Kanzlei zu kämpfen. Jessica stimmt einer Fusion mit der britischen Kanzlei Darby International zu, um Hardman mit gemeinsamen (Geld-)Mitteln zu besiegen. Harvey versucht vergeblich, die Fusion zu stoppen. Für Edward Darby arbeitet ferner Harveys Konkurrentin sowie alte Freundin Dana Scott, genannt Scottie.
Im Staffelfinale wird Hardman besiegt. Nachdem Rachel keine Zulassung zum Jurastudium in Harvard erhalten hat, enthüllt Mike ihr sein Geheimnis.

### Staffel 3
Die Fusion von Pearson und Darby International wurde vollzogen. Aufgrund von Jessicas Weigerung, Harvey zu einem Namenspartner zu machen, verbündet er sich mit Darby, um sie zu stürzen. Harvey bekommt es bei der Verteidigung von Ava Hessington, einer alten Freundin von Edward Darby, mit seinem alten Mentor und Erzfeind Oberstaatsanwalt Cameron Dennis zu tun. Ava Hessington wird wegen Korruption und Beauftragung mehrerer Morde festgenommen. Darby schickt seinen „Problemlöser“ Stephen Huntley nach New York, um Harvey mit dem Fall zu helfen und die Kanzlei von Jessica zu übernehmen. Jessica erkennt, dass die Fusion ein Fehler war, und ernennt Harvey zu einem neuen Namenspartner der Kanzlei Pearson Darby Specter. Ava steht kurz davor, verurteilt zu werden, als Mike entdeckt, dass eigentlich Stephen Huntley für die Morde verantwortlich war. Darby stimmt zu, gegen Huntley auszusagen, um Ava vor einer langen Gefängnisstrafe zu bewahren. Jessica und Harvey nutzen diese Chance, um eine Auflösung der gemeinsamen Kanzlei zu erwirken. Louis übernimmt die Auflösungsverhandlungen, was zu Komplikationen mit seinem britischen Pendant Nigel Nesbitt führt. Darby überträgt die Verhandlungen Dana Scott und verspricht ihr eine Namenspartnerschaft, wenn sie gewinnt.
Ava verklagt die Kanzlei, da sie während des Prozesses die Geschäftsführung ihrer Firma abgeben musste. Sie wird von Travis Tanner vertreten; Harvey kann sie jedoch überzeugen, die Klage zurückzuziehen. Harvey beginnt eine Beziehung mit Scottie. Rachel wird für ihr Jurastudium an der Stanford-Universität (Kalifornien) angenommen, entscheidet sich aber an die Columbia (New York City) zu gehen, um mit Mike zusammenziehen zu können. Mikes Geheimnis wird beinahe von Louis entdeckt, der letztlich aber davon überzeugt werden kann, dass Mike nur einen Kurs nicht bestanden und sich hierfür anschließend selbst benotet hat.
Mike erkennt, dass er nie in der Lage sein wird, in der Kanzlei weiter aufzusteigen, da sein Betrug jederzeit entdeckt werden könnte. Er denkt deshalb über eine berufliche Veränderung nach. Im Staffelfinale wird Mike festgenommen, da er im Ava-Hessington-Fall mit Harold Gunderson eine illegale Absprache getroffen hat. Harvey und Louis gelingt es, ihn und Harold frei zu bekommen. Mike erkennt, zu welchen Problemen seine Situation für die Kanzlei führt, und beschließt, ein Jobangebot als Investmentbanker anzunehmen. Dieser neue Job macht Mike zukünftig zu einem Klienten von Pearson Specter.

### Staffel 4
Mike arbeitet erst seit kurzer Zeit als Investmentbanker für Jonathan Sidwell, als er in eine unangenehme Situation gerät: Einen Übernahmekampf um die Firma Gillis Industries zwischen Mike und dem Pearson-Specter-Klienten Logan Sanders, der zudem Rachels Ex-Freund ist. Dies führt zu einem Kampf zwischen Mike und Harvey, die aufgrund ihrer früheren gemeinsamen Arbeit bald von der US-Börsenaufsicht der Absprache beschuldigt werden. Jeff Malone, ein Mitarbeiter der Börsenaufsicht, wird von Pearson Specter eingestellt, um die bevorstehende Untersuchung abzuwenden. Es stellt sich heraus, dass er eine Beziehung zu Jessica hat. Die Ermittlungen gegen Pearson Specter treibt fortan Sean Cahill unter dem Befehl des nun bei der Börsenaufsicht arbeitenden Eric Woodall voran.
Nach einigen erfolglosen Übernahmeversuchen von beiden Seiten wendet sich Mike in seiner Verzweiflung an Charles Forstman, einen manipulativen Milliardär und Investor. Dieser willigt ein, in Gillis Industries zu investieren, unter der Bedingung, dass Mike Sidwell von den Gewinnen der Übernahme ausschließt. Mike stimmt dem widerwillig zu. Kurze Zeit später erfährt er allerdings, dass Forstman Sidwell über die Vereinbarung informiert hat, woraufhin Mike gefeuert wird. Als Forstman im Begriff ist, in Gillis Industries zu investieren, bietet Louis ihm einen Deal an. Bald stellt sich heraus, dass dieser Deal nicht legal ist, da Louis gezwungen wird, Forstmans Geld durch internationale Banken umzuleiten, um Steuern in den USA zu vermeiden. Auch erhält er dafür ungewollt Schmiergeld. Durch seine gute Arbeit in der Kanzlei und den scheinbar sauberen Deal mit Forstman ist Jessica sehr zufrieden mit Louis’ Arbeit und bietet ihm eine Belohnung an. Er wünscht sich, Namenspartner zu werden, was Jessica sofort ablehnt. Kurz darauf beschließt Louis stattdessen, Mike wieder einzustellen, um diesen davon abzuhalten, einen Job bei Forstman anzunehmen.
Rachel und Logan kommen sich bei der Arbeit näher und küssen sich. Rachel erzählt Donna von dem Kuss und beschließt nach ihrem Rat, Mike nichts davon zu erzählen. Einige Tage nachdem Mike gefeuert wurde, kann sie die Lüge nicht mehr aushalten und gesteht Mike, dass sie und Logan sich geküsst haben. Mike prügelt sich mit Logan und zieht aus der gemeinsamen Wohnung aus. Auch der Neustart in der Kanzlei gestaltet sich schwierig. Nach einiger Zeit kann Mike Rachel vergeben und zieht wieder in die Wohnung ein.
Jessica erfährt von Louis’ Geheimnis beim Deal mit Forstman. Nachdem die Ermittlungen der Börsenaufsicht eingestellt wurden, kündigt Louis bei Pearson Specter, um seiner Entlassung zuvorzukommen. Er wird von Mike und Harvey bei seinen Bemühungen unterstützt, einen Job bei einer anderen Anwaltskanzlei zu finden. Katrina, die Louis gegenüber immer loyal war, versucht ihm ebenfalls zu helfen. Allerdings kommt Jessica dahinter, dass Katrina schon lange vom Deal mit Forstman wusste, woraufhin Katrina entlassen wird. Louis entdeckt Mikes Geheimnis, da dieser eine Harvard-Auszeichnung, die er aufgrund seiner Abschlussnote selbst erhalten haben müsste, nicht erkennt. Mit diesem Wissen konfrontiert Louis Jessica und erpresst sie, ihn zum Namenspartner zu machen (Pearson Specter Litt). Daraufhin kommt es zu einigen Spannungen in der Kanzlei, unter anderem auch zwischen Jessica und Jeff Malone, die sich wieder trennen. Nach einiger Zeit und einer körperlichen Auseinandersetzung kann Louis Mike vergeben.
Zum Ende der Staffel kann die Bedrohung, die durch den Deal mit Forstman und die Ermittlungen der Börsenaufsicht entstanden ist, endgültig abgewehrt werden. Harvey gesteht Donna seine Liebe, was die Beziehung zwischen den beiden verkompliziert. Donna kündigt an, in Zukunft als Louis’ Sekretärin zu arbeiten. Mike macht Rachel mit dem Ring seiner Großmutter einen Heiratsantrag.

### Staffel 5
Harvey ist von Donnas Wechsel zu Louis schwer getroffen und erlebt schwere Panikattacken. Daraufhin sucht er die Therapeutin Dr. Paula Agard auf, die bereit ist, ihm zu helfen, sofern er über seine Mutter spricht. Zunächst weigert er sich, entschließt sich dann aber, seine Vergangenheit aufzuarbeiten.
Harvey ist gezwungen, einen Ersatz für Donna zu suchen. Er entscheidet sich nicht für eine junge, gut aussehende Assistentin, sondern für die etwas ältere Gretchen, die sich schnell als sehr fähig erweist. Währenddessen hat Louis ständig Angst, Donna zu verlieren, und macht sich noch größere Sorgen, als er erfährt, welches Gehalt Harvey Donna zahlte. Er entschließt sich daraufhin, mit dem aufstrebenden Partner Jack Soloff zusammenzuarbeiten, um die Gehaltsstrukturen der Kanzlei zu ändern. Dies würde Harvey am stärksten betreffen. Zunächst versucht er, sich bei Harvey einzuschmeicheln, indem er vor den Augen der Partner Harveys Rücken stärkt. Allerdings wird er nach und nach in die Intrige von Soloff gezogen und offenbart zu allem Übel Harveys Gehaltsabrechnung der gesamten Kanzlei. Es entsteht ein großer Streit zwischen den beiden Kollegen.
Als plötzlich Louis’ Schwester Esther auftaucht und nach Harvey fragt, ist Louis gezwungen, über seinen Schatten zu springen und Harvey um Hilfe zu bitten. Dieser nimmt trotz des Streits den Fall an. Esther sieht zu Harveys Überraschung sehr attraktiv aus und er schläft mit ihr, obwohl er Louis versprochen hat, es nicht zu tun. Nachdem Louis das erfährt, eskaliert der Streit und Harvey schlägt Louis. Dieser erstattet daraufhin Anzeige wegen Körperverletzung. Als Harvey sich entschuldigt und ihm offenbart, dass er eine Therapeutin aufsucht, scheint sich Louis zu beruhigen. Louis vermutet aber eine Manipulation von Harvey und entschließt sich, weiterhin gegen Harvey zu intrigieren und ihn suspendieren zu lassen. Jessica kann dies verhindern.
Währenddessen arbeitet Mike gezwungenermaßen mit Soloff zusammen. Die beiden fangen an, einander zu respektieren. Soloff schlägt Mike als Juniorpartner vor. Gretchen veröffentlicht daraufhin einen Artikel, um Harvey zu ehren, mit schwerwiegenden Folgen.
Der aufstrebende Partner Soloff kämpft mit Daniel Hardman, der ihn erpresst. Er sieht sich gezwungen, gegen Jessica vorzugehen und sie als Geschäftsführenden Partner abzulösen. Harveys Erzfeind Forstman unterstützt Hardman und somit auch Soloff mit Geld. Forstman bietet Harvey einen Deal an: Wenn er zurücktritt, werden die Attacken auf die Kanzlei aufhören. Nach einer Session mit Dr. Agard entschließt sich Harvey, sich für seine Kanzlei zu opfern und nimmt den Deal an.
Auch Mike wird vor eine schwere Wahl gestellt. Nachdem er bei einem Fall eine alte Freundin trifft, die sein Geheimnis kennt, und auch Trevor ihn vor den Konsequenzen seiner Straftat warnt, entschließt er sich, Pfarrer Walker aufzusuchen. Diesen kennt er schon, seit er klein war. Walker kann Mike davon überzeugen, dass er mit seinem Betrug aufhören soll. Nachdem er Mike alte Bücher zeigt, die Mikes Großmutter der Kirche verliehen hat, bekommt Mike einen emotionalen Zusammenbruch und entschließt sich endgültig zu kündigen. Als er sein Büro räumt, wird er allerdings von zwei Beamten wegen Betrugs festgenommen.
In der zweiten Hälfte der Staffel stellt sich heraus, dass US-Staatsanwältin Anita Gibbs einen anonymen Hinweis bekommen hat, dass Mike kein richtiger Anwalt sei. Als Louis diesen Hinweis sieht, wird ihm klar, dass Sheila Sazs ihn verfasst haben muss, nachdem sie einen Artikel über die Juniorpartnerschaft von Mike Ross gelesen hat. Louis will sie mithilfe von Harvey überzeugen, vor einem möglichen Prozess das Land zu verlassen. Als sie erkennt, dass Harvey sie nach einem Fehltritt tatsächlich den Job kosten könnte, verlässt sie das Land.
Der Prozess steht allerdings trotzdem an. Mike versucht zunächst, Trevor zu überzeugen, ihn nicht zu belasten. Dieser geht auf einen Deal ein und sagt vor Gericht gegen Mike aus. Harvey kann ihn aber schnell als unglaubwürdig deklarieren. Mike will Clifford Danner aufsuchen, den er mit Harvey am Ende der ersten Staffel aus dem Gefängnis geholt hatte. Cliffords Mutter eröffnet ihm, dass ihr Sohn erschossen wurde. Gloria Danner entschließt sich, selbst für Mike auszusagen, da er der einzige Mensch gewesen sei, der sich für ihren Sohn interessiert habe.
Während sich die Jury berät, werden Mike und Co. auf eine harte Probe gestellt. Gibbs bietet ihm zwei Deals an: Entweder er geht zwei Jahre ins Gefängnis oder er liefert einen Namenspartner aus. Mike unterschreibt den ersten Deal und opfert sich für Harvey. Harvey versucht, dieses Vorhaben zu unterbinden, was ihm allerdings nicht gelingt. Daraufhin sucht er den Jury-Vorsitzenden auf und fragt ihn, wie das Urteil gewesen wäre. Der Juror sagt, dass jeder gewusst habe, dass Mike ein Betrüger sei, das Urteil jedoch „nicht schuldig“ gewesen wäre. Harvey lügt Mike zunächst an und behauptet, er wäre schuldig gesprochen worden, um seine Entscheidung zu beeinflussen. Nach einem Streit sagt Harvey ihm die Wahrheit: Hätte er den Deal nicht unterschrieben, wäre er ein freier Mann.
Bevor Mike ins Gefängnis muss, möchte er Rachel heiraten. Kurz vor der Trauung entscheidet er sich, dies nicht zu tun – er möchte Rachel nach den zwei Jahren eine Traumhochzeit ermöglichen. Mit Unterstützung von Harvey tritt Mike den schweren Gang ins Gefängnis an. Jessica und Louis finden derweil die Kanzlei komplett leer vor, da aufgrund eines Rettungsversuchs von Harvey die Wettbewerbsklausel der Mitarbeiter aufgehoben wurde.

### Staffel 6
Mike muss eine zweijährige Gefängnisstrafe zusammen mit dem Mitgefangenen Frank Gallo verbüßen, der Rachegelüste gegen Harvey hegt, weil er für seine Inhaftierung gesorgt hat. Rachel arbeitet am Innocence-Project-Fall für ihren Juraprofessor und Jessica assistiert dabei pro bono, ist aber von den geschäftlichen Problemen abgelenkt und entscheidet sich letztlich dafür, die Kanzlei zu verlassen und sich mehr auf ihr Privatleben zu konzentrieren. Kevin Miller, Mikes Zellenkollege, kann dazu beitragen, für Mike einen Deal zu bekommen, der Mikes und Kevins Freiheit ermöglicht. Mike hat anfangs Probleme, sich beruflich wieder zu integrieren, nachdem sein Betrug öffentlich wurde, bekommt dann aber einen Job bei einer Rechtsberatung. Dort muss er zusehen, wie ein Anwalt vor Gericht versagt und eine Mandantin deshalb ihre Wohnung verliert. Daraufhin nimmt Mike einen Deal an, um von der Rechtsanwaltskammer aufgenommen zu werden. Zu Mikes Pech wurde Anita Gibbs in letzter Sekunde in die Kommission berufen, und sie will eine einstimmige Wahl verhindern. Letztlich wird Mike in die Anwaltskammer aufgenommen. Harvey unterstützt Mike und Rachel überredet Mike letztlich, zurück in die Kanzlei zu kommen.

### Staffel 7
Seitdem Jessica die Kanzlei verlassen hat, haben die Partner Schwierigkeiten, zum normalen Geschäftsbetrieb zurückzukehren. Für ihre langjährige gute Arbeit wird Donna zum COO befördert. Alex, ein Freund von Harvey, tritt neu der Kanzlei bei und Harvey beginnt eine Beziehung mit seiner ehemaligen Therapeutin Paula. Mike und Harvey haben eine Vereinbarung abgeschlossen, die besagt, dass Mike ein festes Kontingent an Fällen pro bono bearbeiten darf, auch wenn er jetzt wieder für Pearson Specter Litt arbeitet. Einer der Fälle, die Mike für die Rechtsberatung pro bono bearbeitet, führt zu einem Interessenkonflikt mit der Kanzlei. Louis und Sheila treffen sich wieder, obwohl Sheila mittlerweile verlobt ist. Aus der Affäre wird eine feste Beziehung, da sie ihren Verlobten für Louis verlässt. Mike und Rachel verlegen ihre Hochzeit vor und wollen ein Jobangebot in Seattle annehmen, das es ihnen ermöglicht, als Partner in einer Kanzlei einzusteigen, die Sammelklagen führt, obwohl Harvey Mike angeboten hat, in seiner Kanzlei Partner zu werden.

### Staffel 8
Dies ist die erste Staffel, in der sich die Hauptbesetzung verändert, nachdem Patrick J. Adams und Meghan Markle die Serie verlassen haben.
Die Kanzlei Specter Litt fusioniert mit der Kanzlei von Robert Zane. Der neue Name der Kanzlei lautet Zane Specter Litt. Die Fusion bringt eine neue Anwältin, Samantha Wheeler, in die Kanzlei. Samantha verfolgt ihr eigenes Ziel: Sie will bis Ende des Jahres Namenspartnerin werden, komme, was wolle. Robert wird zum geschäftsführenden Partner ernannt; somit sind Louis und Harvey gleichwertige Partner, was zu einigen Konflikten führt.
Im Laufe der Staffel tritt Robert Zane als geschäftsführender Partner zurück und Louis übernimmt die Leitung.
Da Robert Samantha und Harvey Alex die Namenspartnerschaft versprochen haben, firmiert die Kanzlei zum Ende der Staffel unter dem Namen Zane Specter Litt Wheeler Williams.

### Staffel 9
Nachdem Robert Zane, ein Namenspartner der Kanzlei, als Anwalt gesperrt wurde, will die Kanzlei sich zunächst nicht von ihm trennen. Denn Robert hat sich geopfert, um Harvey zu schützen. Das wirft in der Öffentlichkeit kein gutes Licht auf die Kanzlei, und wegen des Drucks von außen trennen sich die Partner schließlich doch von Zane.
Doch die Schadensbegrenzung kommt zu spät, denn Louis ist gezwungen, einer direkten Aufsicht durch die Anwaltskammer zuzustimmen. Eine skrupellose Ordnungsfanatikerin, Faye, herrscht daraufhin in der Kanzlei. Dies führt zu Spannungen und Entlassungen. In ihren Augen ist Harvey der „Schandfleck der Kanzlei“, der alle anderen Rechtschaffenen verdirbt.
Samantha, die freigestellt wurde, eröffnet nach ihrer Entlassung ein Verfahren gegen Faye wegen gesetzwidriger Kündigung. Als Anwalt sucht sie sich Mike Ross aus. Zusammen mit den Angestellten aus der Anwaltskanzlei schaffen sie es, Faye auszutricksen, die unwissentlich ein Dokument unterschreibt, dass sie Zeugenmanipulation betrieben hat. Sie setzen Faye unter Druck, die Kanzlei zu verlassen, aber erst als Harvey einwilligt, die Kanzlei mit ihr zu verlassen, willigt sie ein.
Louis, Samantha, Alex und Katrina werden die neuen Namenspartner der Kanzlei. Louis heiratet und wird Vater. Harvey heiratet Donna, und sie ziehen nach Seattle, wo sie in Mikes Kanzlei tätig sein wollen. Harvey möchte nicht länger wohlhabende Menschen vertreten, sondern sich für die engagieren, die sich keinen guten Anwalt leisten können.

## Figuren
Harvey Reginald Specter
Er gilt als New Yorks bester Schlichter von Rechtsstreiten. Er ist Seniorpartner der Anwaltskanzlei Pearson Hardman und ehemaliger Assistenzbezirksstaatsanwalt in Manhattan. Durch seine Nervenstärke und die Fähigkeit, bei Verhandlungen stets die Oberhand zu gewinnen, schafft er es meist, Streitfälle im Sinne seiner Mandanten außerhalb des Gerichtssaals mithilfe eines Vergleichs zu lösen.
Er führt einen luxuriösen Lebensstil und hat lose Beziehungen zu verschiedenen Frauen. Obwohl er einige Regeln befolgt, ist ihm der jeweilige Mandant bzw. dessen Schuld oder Unschuld häufig egal. In der Kanzlei gerät er immer wieder mit seiner ehemaligen Mentorin Jessica in Konflikt. In der dritten Staffel wird er zum Namenspartner der Kanzlei ernannt (Pearson Specter, später Pearson Specter Litt).
Michael James „Mike“ Ross
Mike ist ein Anwalt ohne Abschluss in Jura. Sein fotografisches Gedächtnis erlaubt es ihm, juristische Kenntnisse besser aufzunehmen und wiederzugeben, als es die meisten Anwälte mit Abschluss können. Da er einst die Aufgabenstellungen einer Mathematikklausur an die Tochter des Dozenten seiner früheren Schule weitergab und dabei erwischt wurde, war ihm der Zugang zur Universität verwehrt. Bevor er von Harvey rekrutiert wurde, nutzte er sein fotografisches Gedächtnis, um für Studenten illegalerweise Anwaltsprüfungen zu übernehmen. Mit Harveys Wissen und Hilfe gibt er vor, Harvardabsolvent zu sein, und wird von ihm als persönlicher Assistent eingestellt.
Da Mike als Anwalt oft Anteil am Schicksal seiner Klienten nimmt, kommt es zu Konflikten mit Harvey. Mike hat nur noch eine einzige Verwandte, seine Großmutter, die stets wollte, dass er aus seinen Begabungen etwas macht. Als seine Großmutter am Ende der zweiten Staffel stirbt, ist Mike am Boden zerstört. In der dritten Staffel geht Mike ein Verhältnis mit Rachel ein. Ende der dritten Staffel kündigt er bei Pearson Specter und fängt als Investmentbanker bei der Sidwell Investment Group an, kommt später aber wieder zurück. Rachel und Mike wollen heiraten, doch Mike wird festgenommen und geht einen Deal ein, weswegen er für zwei Jahre ins Gefängnis muss – er schiebt die Hochzeit auf. Im Gefängnis gelingt es ihm mithilfe eines Tricks, den Schwiegervater seines Zellengenossen hinter Gitter zu bringen, woraufhin er und sein Zellengenosse vorzeitig freikommen.
Louis Marlowe Litt
Ein Seniorpartner von Pearson Hardman, der die jungen angestellten Anwälte betreut. Er beneidet Harvey, der früher als er Seniorpartner wurde, und trägt mit ihm Rivalitäten aus. Louis ist oft unsicher und wird von Harvey gnadenlos vorgeführt. Dennoch ist Louis ein exzellenter Anwalt, der später ebenfalls Seniorpartner wird. Louis sucht die Freundschaft zu Mike, Harvey und Donna. Sein Fachgebiet ist das Finanzwesen.
Rachel Elizabeth Zane
Eine Rechtsanwaltsgehilfin, die sich mit Mike anfreundet und anstrebt, Anwältin zu werden, jedoch unter Prüfungsangst leidet. In der dritten Staffel geht Rachel ein Verhältnis mit Mike ein, später wollen sie heiraten. Sie bewirbt sich für ein Jurastudium an mehreren Universitäten und wird an der Columbia angenommen. Mike und Rachel heiraten am Ende der siebten Staffel und ziehen anschließend zusammen nach Seattle.
Donna Roberta Paulsen
Harveys Assistentin und enge Vertraute, die bereits seit seiner Zeit als Assistenzbezirksstaatsanwalt für ihn arbeitet. Sie und Harvey führen ab der neunten Staffel eine Beziehung und heiraten im Staffelfinale.
Jessica Lourdes Pearson
Harveys Vorgesetzte, Mitgründerin und geschäftsführende Partnerin der Kanzlei Pearson Hardman bzw. im weiteren Verlauf Pearson Darby Specter und Pearson Specter Litt. In der sechsten Staffel verlässt sie die Kanzlei.
Katrina Amanda Bennett
Vor ihrem Wechsel zu Pearson Hardman arbeitete sie für die Bezirksstaatsanwaltschaft. Nach einigen Auseinandersetzungen freundet sie sich mit Louis an und wird dessen rechte Hand. Im Verlauf der vierten Staffel wird sie entlassen, kann mit Rachels Hilfe aber einen Job bei Rand, Kaldor & Zane bekommen.

## Produktion

### Entstehung
Suits wurde während des Autorenstreiks 2007 von Aaron Korsh entwickelt. Die Serie sollte ursprünglich ein halbstündiges Format haben und an der Wall Street spielen, an der Korsh mehrere Jahre gearbeitet hatte, wurde dann jedoch in die Anwaltswelt verlegt. In der Entwicklungsphase im April 2010 wurde die Serie unter dem Titel A Legal Mind bekannt. Im Mai 2010 bestellte der Sender USA Network eine Pilotfolge der Serie. Die Hauptrolle des Mike Ross wurde im Juli 2010 mit Patrick J. Adams besetzt. Im späten Juli folgte Gabriel Macht als Harvey Specter. Rick Hoffman stieg Mitte August ein. Meghan Markle und Gina Torres stießen Ende August zur Hauptbesetzung. Sarah Rafferty vervollständigte die Hauptbesetzung. Die Pilotfolge wurde im Herbst 2010 in New York City gedreht.
Am 19. Januar 2011 bestellte USA Network eine erste Staffel mit zwölf Episoden. Diese wurde zwischen dem 25. April 2011 und dem 12. August 2011 in Toronto, Ontario gedreht. Mit Ende der ersten Staffel wurde der bisherige Showrunner Sean Jablonski durch Aaron Korsh, den Erschaffer der Serie, ersetzt. Jablonski war in der ersten Staffel Showrunner, da Korsh bisher keine Produktionserfahrung hatte.
Die Serie wurde am 11. August 2011 um eine weitere Staffel mit 16 Episoden verlängert. Im Oktober 2012 verlängerte der Sender Suits um eine dritte Staffel, ebenfalls mit 16 Episoden. Am 24. Oktober 2013 gab USA Network die Verlängerung um eine vierte Staffel mit 16 Episoden bekannt. Im August 2014 wurde die Serie für eine fünfte Staffel, die ebenfalls 16 Folgen umspannt, verlängert. Die Bestellung einer 16-teiligen sechsten Staffel erfolgte im Juli 2015, nach der Ausstrahlung nur einer Episode der fünften Staffel. Am 3. August 2016 wurde bekannt, dass die Serie um eine siebte Staffel verlängert wurde. Diese soll wie üblich 16 Folgen umfassen. Im November 2017 gab USA Network den Ausstieg Meghan Markles aus der Serie nach der siebten Staffel bekannt. Als Grund wurde die Verlobung Markles mit Prinz Harry genannt.
Auf dem Kabelsender USA Network ist die Serie an den Einschaltquoten gemessen eines der erfolgreichsten Formate. In der ersten Staffel hatte die Serie durchschnittlich 6,31 Millionen Zuschauer, davon 2,95 Millionen in der Hauptzielgruppe. Die zweite Staffel hatte 2012 eine durchschnittliche Reichweite von 6 Millionen Zuschauern mit 2,66 Millionen in der Hauptzielgruppe. In der dritten Staffel schalteten durchschnittlich 5,28 Millionen Zuschauer ein, davon 2,31 Millionen in der Hauptzielgruppe.

### Drehorte

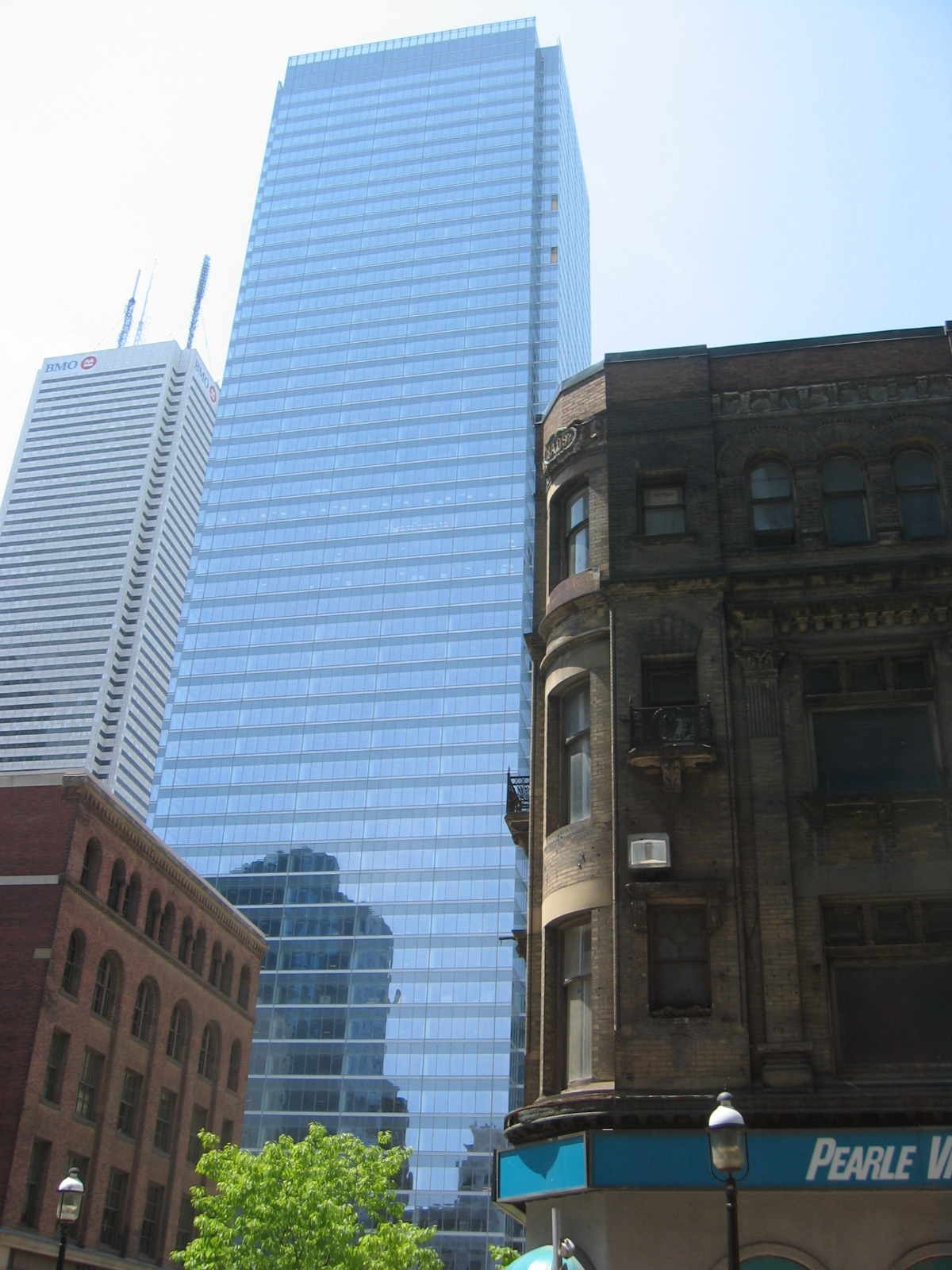
Bay Adelaide Centre in Toronto, Sitz der fiktiven Kanzlei Pearson Specter Litt

Die Pilotfolge wurde komplett in New York City gedreht. Als Bürogebäude für die Kanzlei diente das Citigroup Center (601 Lexington Avenue), wie auf einigen Außenaufnahmen zu erkennen ist. Die Innenaufnahmen der Kanzlei und auch die Inneneinrichtung der Büros weicht deutlich vom später verwendeten Set ab.
Ab der zweiten Folge werden die meisten Aufnahmen in Toronto gedreht, die Serie spielt weiterhin in New York. In Toronto steht nicht nur das Studio-Set für die Kanzlei Pearson Hardman, auch die meisten Außenaufnahmen stammen aus der Stadt. Die fiktive Kanzlei hat ihre Geschäftsräume nun im Bay Adelaide Centre, dessen Lobby und Außenbereich in vielen Folgen zu sehen ist. Die Außen- und Innenaufnahmen der Straßen, Hotels, Parks und Restaurants werden mit einigen Aufnahmen aus New York (Außenaufnahmen, Luftaufnahmen) ergänzt, um den Eindruck zu vermitteln, dass alle Szenen in New York gedreht wurden. In den ersten beiden Staffeln reiste zudem auch der Hauptcast im Frühjahr für einige Drehtage nach New York.

## Besetzung und Synchronisation
Die Fernsehserie wurde in Berlin durch die Interopa Film synchronisiert. Die Dialogbücher schrieben Sven Hasper, Boris Tessmann (Staffel 1) und Florian Krüger-Shantin (ab Staffel 3), die auch für die Dialogregie verantwortlich sind. In der siebten Staffel schrieb Thomas Maria Lehmann für einige Folgen die Dialogbücher.

### Hauptbesetzung

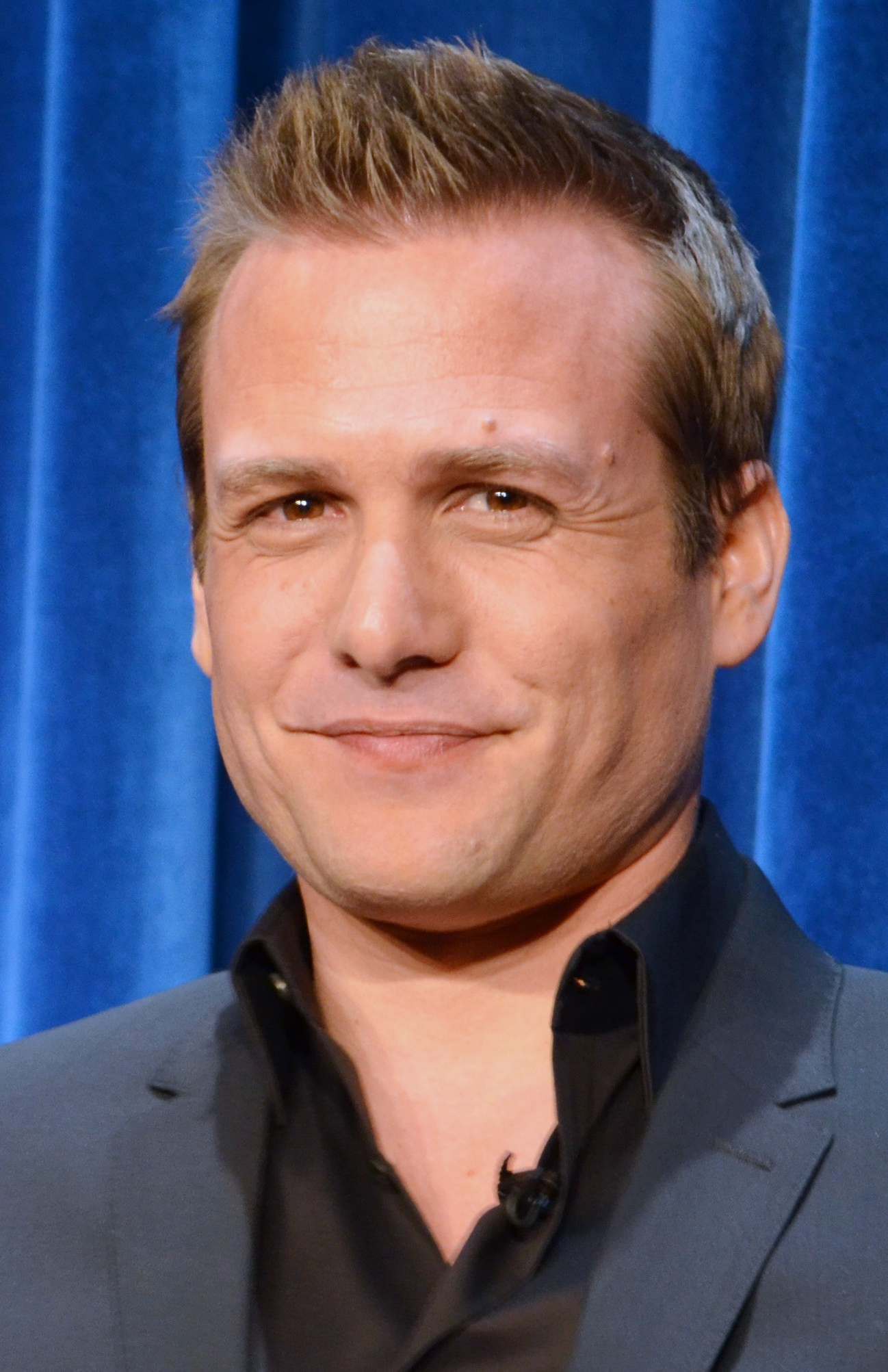
Gabriel Macht
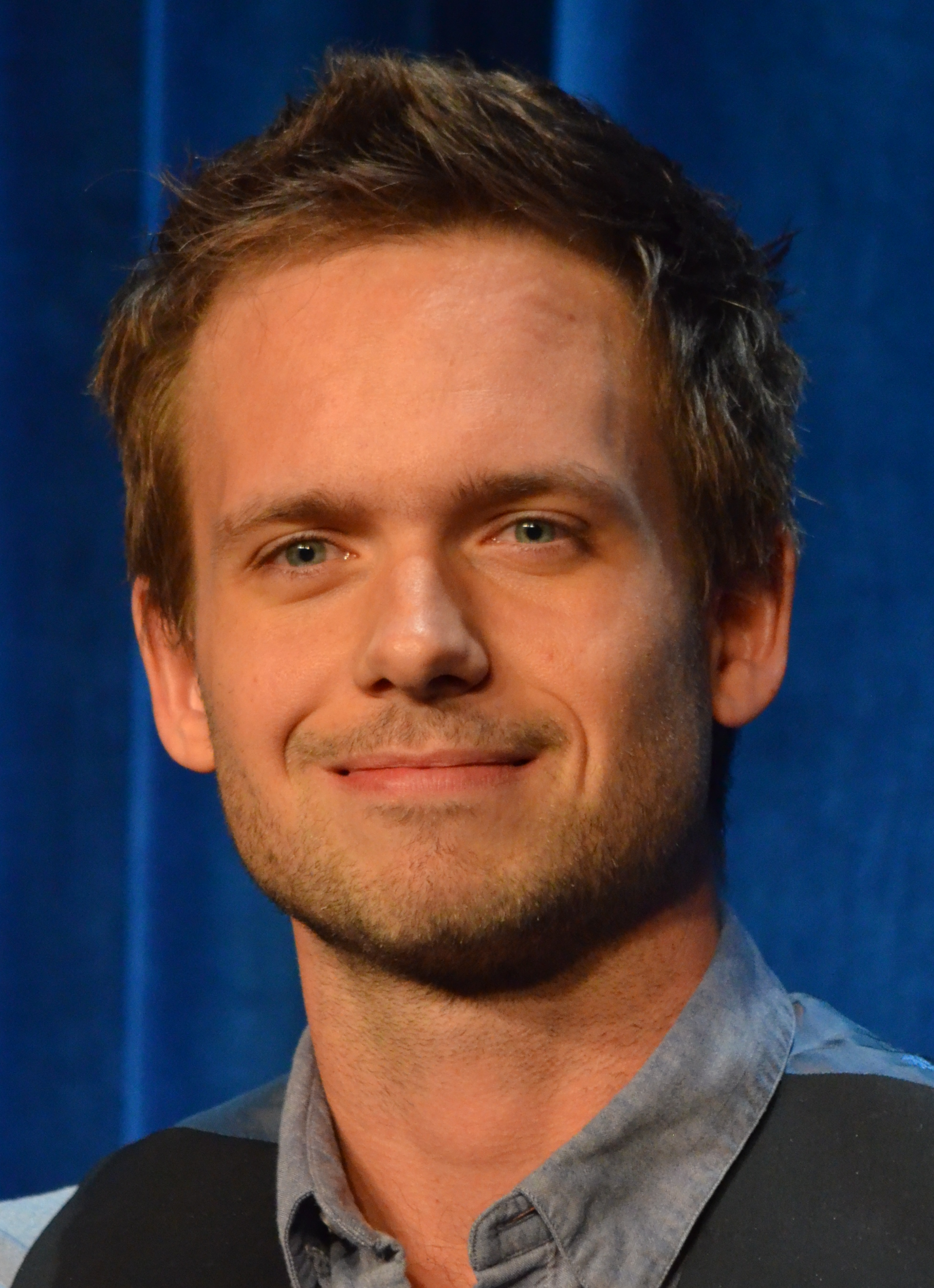
Patrick J. Adams
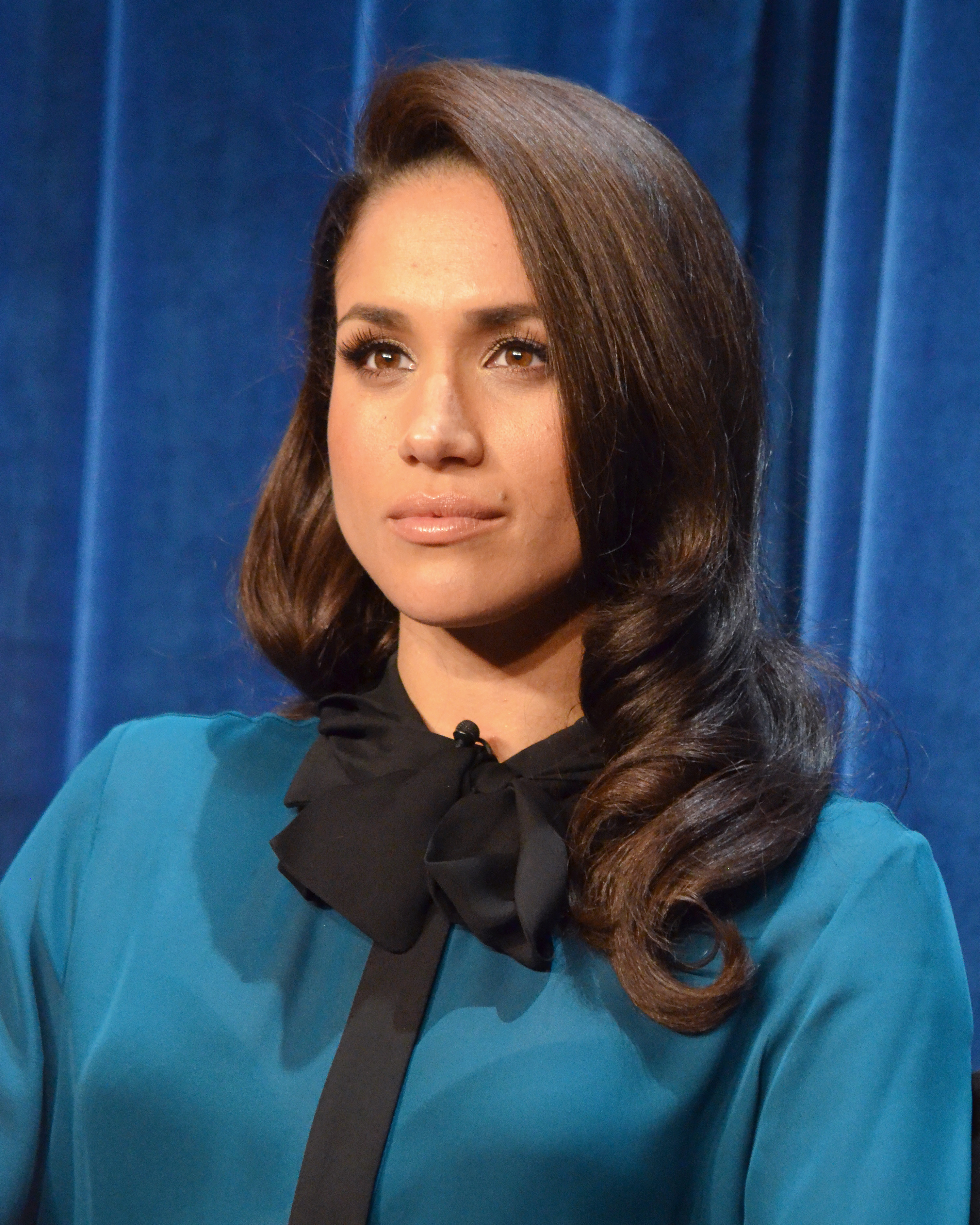
Meghan Markle
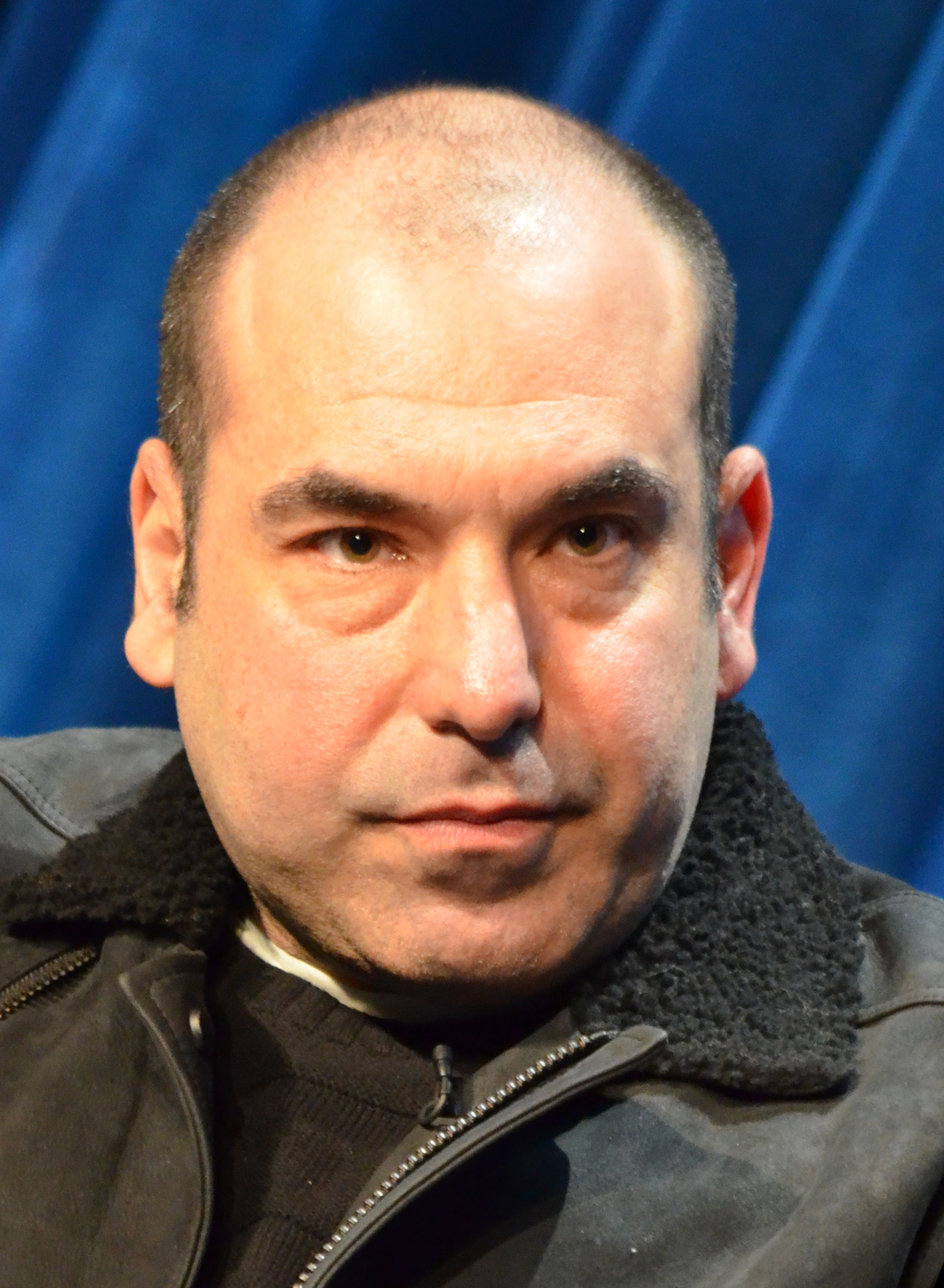
Rick Hoffman
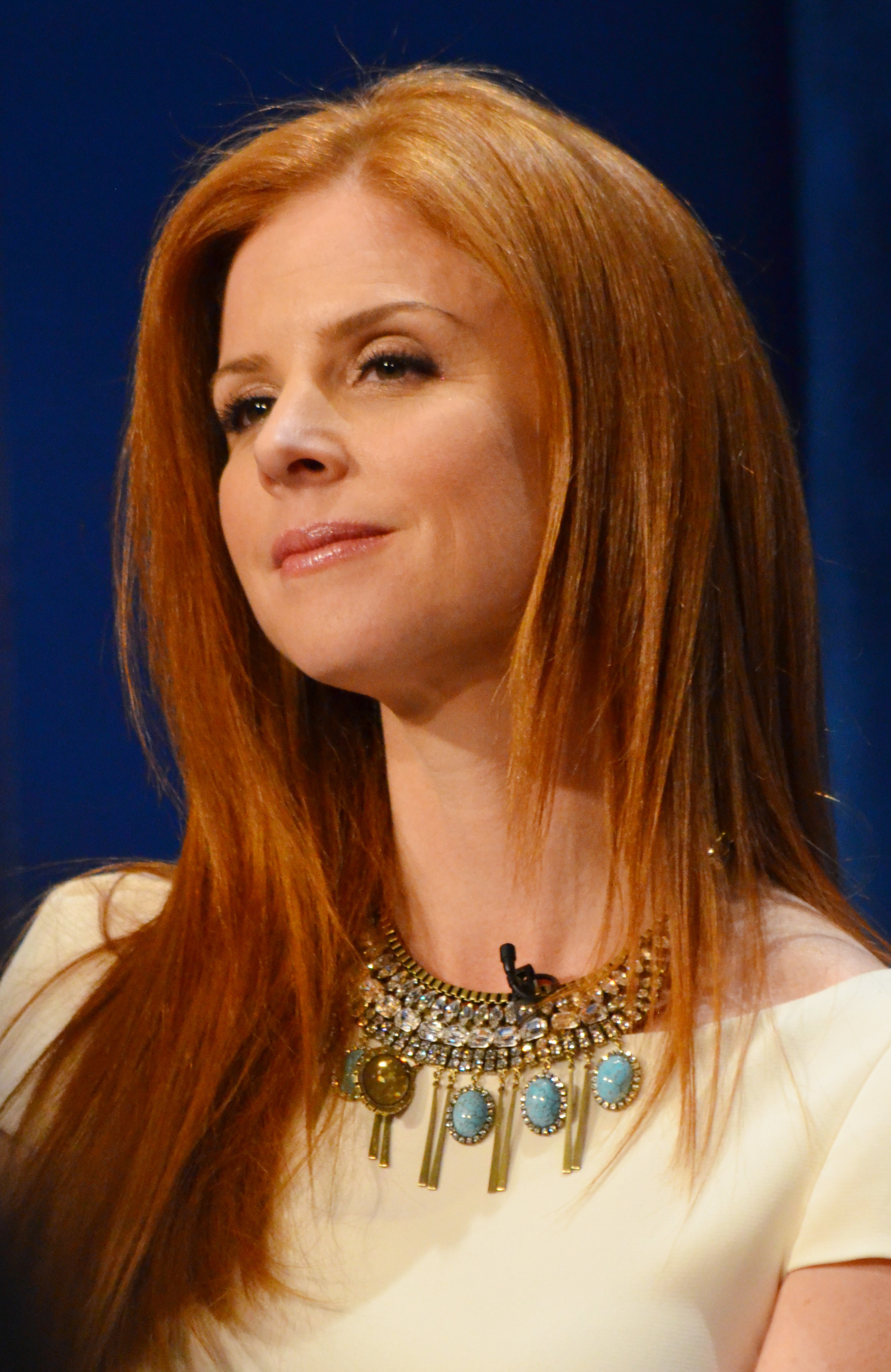
Sarah Rafferty
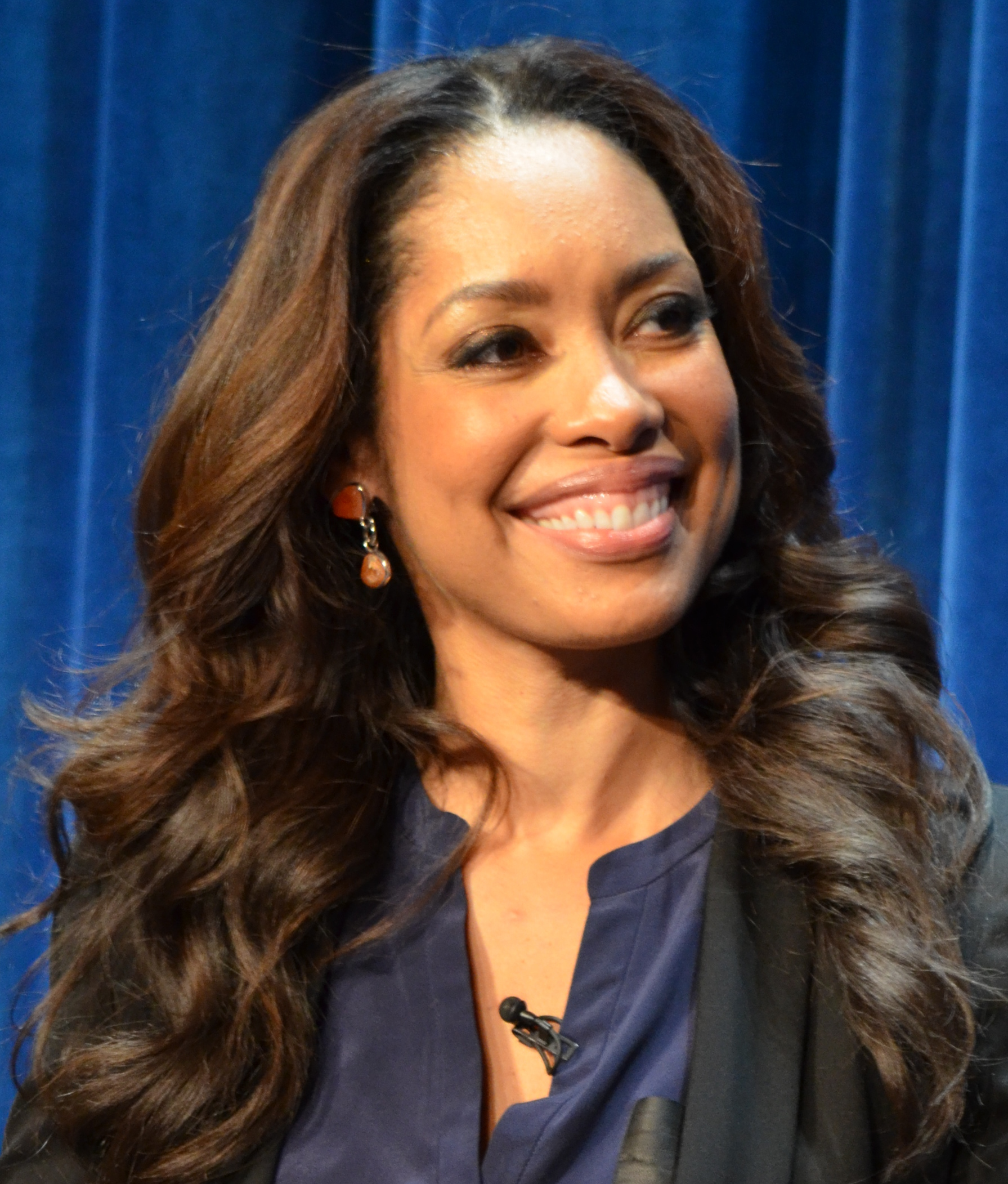
Gina Torres
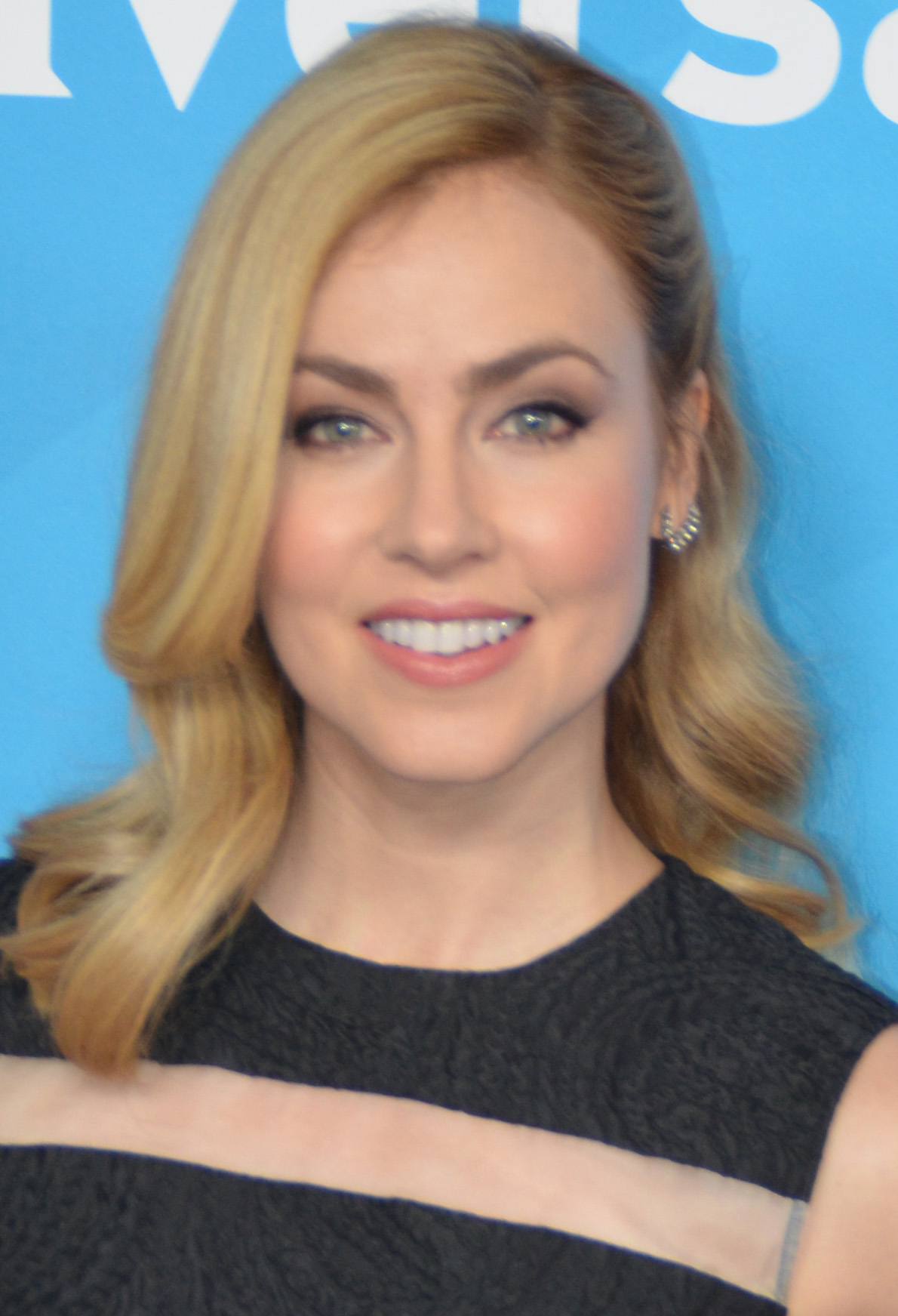
Amanda Schull
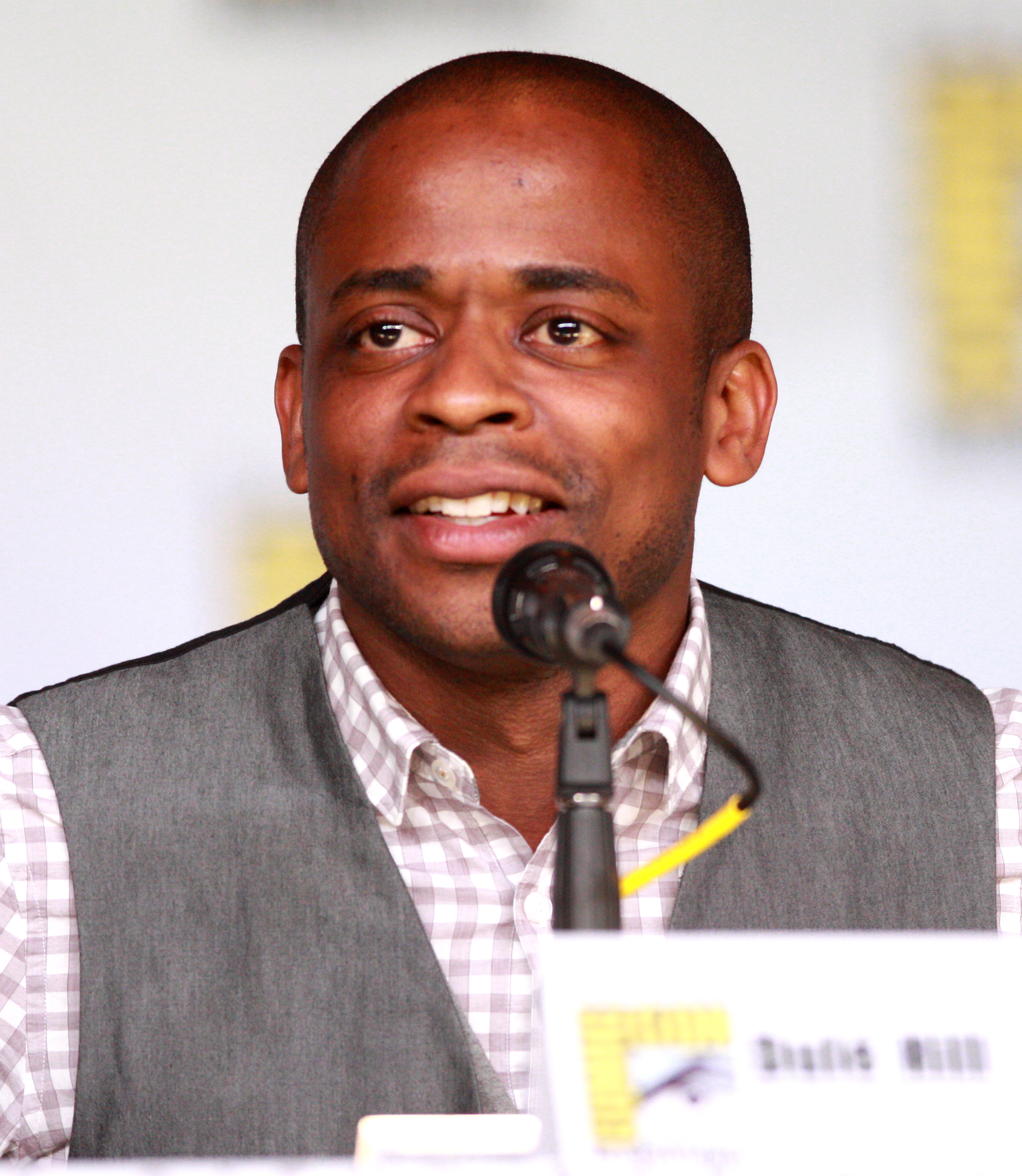
Dulé Hill
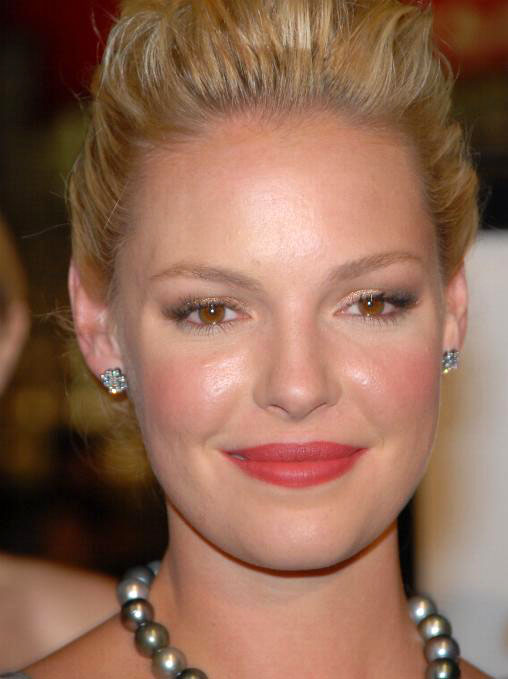
Katherine Heigl

| Rolle            | Schauspieler     | Hauptrolle (Folgen)    | Nebenrolle (Folgen) | Synchronsprecher                                         |
| ---------------- | ---------------- | ---------------------- | ------------------- | -------------------------------------------------------- |
| Harvey Specter   | Gabriel Macht    | 1.01–9.10              |                     | Patrick Winczewski                                       |
| Mike Ross        | Patrick J. Adams | 1.01–7.16              | 9.05, 9.09–9.10     | Ozan Ünal                                                |
| Rachel Zane      | Meghan Markle    | 1.01–7.16              |                     | Tanya Kahana                                             |
| Louis Litt       | Rick Hoffman     | 1.01–9.10              |                     | Florian Krüger-Shantin                                   |
| Donna Paulsen    | Sarah Rafferty   | 1.01–9.10              |                     | Ulrike Stürzbecher                                       |
| Jessica Pearson  | Gina Torres      | 1.01–6.10, 6.16–7.16 1 |                     | Alexandra Wilcke                                         |
| Katrina Bennett  | Amanda Schull    | 8.01–9.10              | 2.11–7.14 2         | Maria Koschny (Staffel 2–5, 7–9), Anita Hopt (Staffel 6) |
| Alex Williams    | Dulé Hill        | 8.01–9.10              | 7.02–7.16           | Tobias Nath                                              |
| Samantha Wheeler | Katherine Heigl  | 8.01–9.10              |                     | Antje von der Ahe                                        |

### Nebenbesetzung
| Rolle                | Schauspieler         | Rollenbeschreibung | Nebenrolle (Folgen) | Synchronsprecher                                      |
| -------------------- | -------------------- | --- | --- | ----------------------------------------------------- |
| Trevor Evans         | Tom Lipinski         | Mikes bester Freund, der ihn mehrmals (auch durch seine Tätigkeit als Drogendealer) in Schwierigkeiten gebracht hat. | 1.01, 1.03, 1.05, 1.12, 2.01, 2.08, 3.06, 4.13, 5.09, 5.11, 5.14 | Ricardo Richter                                       |
| Jenny Griffith       | Vanessa Ray          | Trevors Freundin, später Mikes Freundin, letztendlich Ex-Freundin von beiden. | 1.01, 1.03, 1.06, 1.07, 1.10–1.12, 2.01, 2.08 | Magdalena Turba                                       |
| Edith Ross           | Rebecca Schull       | Mikes Großmutter, die ihn nach dem Tod seiner Eltern großgezogen hat. Sie stirbt im Verlauf der zweiten Staffel. | 1.01, 1.03, 2.01, 2.03, 2.08, 2.09, 2.11, 3.06, 4.13, 5.10 | Sonja Deutsch                                         |
| Harold Gunderson     | Max Topplin          | Ein junger Anwalt bei Pearson Hardman, der unter der Führung von Louis Litt stand und im Verlauf der zweiten Staffel gefeuert wird. Mike verschafft ihm daraufhin einen Job in der Anwaltskanzlei Bratton Gould.                                                              | 1.06–1.09, 2.01, 2.03–2.06, 2.09, 2.12, 3.07–3.08, 3.16, 5.02, 5.14, 9.07 | Julian Tennstedt                                      |
| Dana „Scottie“ Scott | Abigail Spencer      | Anwältin bei Darby International und später kurzzeitig Seniorpartner bei Pearson Specter. Hat zusammen mit Harvey in Harvard studiert und ist zeitweise in einer Beziehung mit ihm.                                                                                           | 1.08, 2.15–2.16, 3.01, 3.09–3.11, 3.13, 3.15–3.16, 4.11, 5.11, 5.13, 7.15, 8.14                                                                                               | Melanie Hinze                                         |
| Travis Tanner        | Eric Close           | Seniorpartner einer Anwaltskanzlei in Boston, der einen erbitterten Kampf gegen Harvey führt. | 1.09, 2.04, 2.07, 2.10, 3.10, 4.13, 5.05 | Johannes Berenz                                       |
| Benjamin             | David Reale          | IT-Techniker bei Pearson Specter Litt. | 1.10, 3.01, 3.13, 5.09, 5.14, 6.01, 6.05, 6.13–6.16, 7.07, 9.02, 9.05 | Felix Spieß                                           |
| Cameron Dennis       | Gary Cole            | Oberstaatsanwalt und früherer Mentor von Harvey. | 1.11, 3.01–3.03, 3.05–3.08, 6.09, 8.16 | Jörg Hengstler                                        |
| Daniel Hardman       | David Costabile      | Mitgründer und ehemaliger geschäftsführender Partner von Pearson Hardman. Er kehrt in die Kanzlei zurück, nachdem seine Frau gestorben ist, die er gepflegt hat. Bald darauf versucht er, die Leitung der Kanzlei wiederzuerlangen – später versucht er dies ein zweites Mal. | 2.01, 2.03–2.05, 2.07–2.10, 2.14–2.15, 4.13, 5.07, 5.09–5.10, 8.15–8.16 | Till Hagen                                            |
| Sheila Amanda Sazs   | Rachael Harris       | Arbeitet für die Harvard Law School und ist später in einer Beziehung mit Louis, der ihr einen Heiratsantrag macht. Kurz danach lösen sie die Verlobung wieder. Sheila zeigt Mike später als Betrüger an.                                                                     | 2.03, 2.11, 2.15, 3.10–3.11, 3.14, 4.10, 5.12–5.14, 7.08, 7.12–7.14, 7.16, 8.02, 8.04–8.05, 8.07–8.08, 8.10, 8.13, 8.15, 9.01, 9.03, 9.05, 9.08, 9.10                         | Almut Zydra                                           |
| Zoe Lawford          | Jacinda Barrett      | Ehemalige Seniorpartnerin bei Pearson Hardman und Ex-Freundin von Harvey Specter, die die Beziehung zu ihm beendete, um für ihre verwaiste Nichte da zu sein. | 2.07–2.08, 2.11 | Cathlen Gawlich                                       |
| Robert Zane          | Wendell Pierce       | Rachels Vater. Erfolgreicher Anwalt und Namenspartner der Kanzlei Rand, Kaldor & Zane. | 2.13–2.14, 3.05, 3.09, 4.10–4.11, 5.02–5.04, 5.11, 5.16, 6.02, 6.07, 6.10, 6.11, 7.04, 7.08–7.10, 7.15–7.16, 8.01–8.04, 8.07, 8.09–8.13, 8.15–8.16, 9.06, 9.09–9.10           | Tilo Schmitz                                          |
| Edward Darby         | Conleth Hill         | International bekannter Anwalt aus London, zunächst bei Darby International, nach der Fusion mit Pearson Hardman bei Pearson Darby. | 2.15–2.16, 3.01, 3.04, 3.07–3.08 | Frank Röth                                            |
| Nigel Nesbitt        | Adam Godley          | Louis’ britisches „Gegenstück“, ebenfalls mit Vorliebe für Katzen und Schlammbäder, später für kurze Zeit verantwortlich für die Junganwälte bei Pearson Darby. | 2.16, 3.01, 3.05, 3.07, 3.09 | Hans-Jürgen Dittberner                                |
| Ava Hessington       | Michelle Fairley     | Geschäftsführerin bei Hessington Oil. Sie ist eine Freundin von Edward Darby und wird in der dritten Staffel wegen Bestechung und Mord beim Bau einer Pipeline angeklagt. | 3.01–3.05, 3.07–3.08, 3.10 | Arianne Borbach                                       |
| Stephen Huntley      | Max Beesley          | Harveys britisches „Gegenstück“, Seniorpartner bei Pearson Darby und Edward Darbys rechte Hand. Hat eine Affäre mit Donna Paulsen. | 3.03–3.08, 3.10 | Sven Hasper                                           |
| Jonathan Sidwell     | Brandon Firla        | Investmentbanker, zunächst als Assistent von Tony Gionopoulos, später als Leiter der Sidwell Investment Group. Bietet Mike am Ende der dritten Staffel einen Job als Investmentbanker an.                                                                                     | 3.04, 3.09, 3.14–3.15, 4.01–4.02, 4.04–4.07, 5.02, 5.09 | Kim Hasper                                            |
| Gordon Specter       | James McCaffrey      | Vater von Harvey, der von seiner Frau oft betrogen wurde, was Harvey wusste, doch vor ihm jahrelang geheim hielt. Er starb sieben Jahre vor Serienbeginn, weshalb er nur in Harveys Erinnerungen auftaucht.                                                                   | 3.06, 5.10, 7.12 | Stefan Gossler                                        |
| Prof. Henry Gerard   | Stephen Macht        | Professor für Rechtsethik in Harvard, ehemaliger Seminarleiter von Louis und Harvey, der von Harvey gezwungen wird, Mike Ross als Betrüger nicht zu entlarven. | 3.12, 4.12, 4.14, 5.12, 6.11, 9.01 | Christian Rode (Staffel 3–6) Dieter Memel (Staffel 9) |
| Jeff Malone          | D. B. Woodside       | Ehemaliger Mitarbeiter der US-Börsenaufsicht. Nimmt zwischenzeitlich einen Job als Seniorpartner bei Pearson Specter an und hat eine Beziehung mit Jessica Pearson. | 4.01–4.07, 4.09, 4.11–4.12, 4.14–4.15, 5.12, 6.08, 6.10, 7.16 | Oliver Feld                                           |
| Walter Gillis        | Michael Gross        | Geschäftsführer von Gillis Industries, Mandant von Mike Ross in einem Rechtsstreit gegen Logan Sanders. | 4.01–4.03, 4.10 | Reinhard Kuhnert                                      |
| Logan Sanders        | Brendan Hines        | Geschäftsführer von Sanders International, Mandant von Harvey Specter in einem Rechtsstreit gegen Walter Gillis, in der Vergangenheit Affäre mit Rachel Zane. | 4.01–4.07, 7.14 | Karlo Hackenberger                                    |
| Sean Cahill          | Neal McDonough       | Mitarbeiter der US-Börsenaufsicht, der die Vorgänge rund um die Gillis-Übernahme untersucht. | 4.04–4.09, 4.16, 6.02–6.09, 8.13, 9.08 | Matti Klemm                                           |
| Charles Forstman     | Eric Roberts         | Finanzstarker Investor, der seinen Erfolg windigen Geschäften zu verdanken hat und landet daher auch später im Gefängnis. Wird in die Gillis-Übernahme verwickelt, da Mike ihn um Geld bittet.                                                                                | 4.04–4.09, 4.16, 5.09, 9.08 | Joachim Tennstedt                                     |
| Dr. Paula Agard      | Christina Cole       | Harveys Psychiaterin. | 5.01, 5.03, 5.05–5.08, 5.10, 7.01–7.03, 7.05–7.06, 7.08, 7.10–7.13 | Natascha Schaff                                       |
| Jack Soloff          | John Pyper-Ferguson  | Seniorpartner bei Pearson Specter Litt. | 5.02–5.03, 5.05–5.11, 5.13, 5.16, 6.02, 7.15 | Thomas Nero Wolff                                     |
| Gretchen Bodinski    | Aloma Wright         | Harveys Assistentin, später die Assistentin von Louis. | 5.02–5.03, 5.05–5.07, 5.10, 5.12, 5.15, 6.02–6.04, 6.07, 6.11, 6.16, 7.01–7.02, 7.08–7.09, 7.12–7.13, 8.02, 8.04–8.05, 8.07–8.08, 8.11–8.12, 8.14, 9.02–9.04, 9.06, 9.09–9.10 | Isabella Grothe                                       |
| Esther Edelstein     | Amy Acker            | Schwester von Louis Litt, in zwei Rechtsstreitigkeiten Mandantin von Harvey Specter, mit dem sie auch eine Affäre beginnt. | 5.04, 5.07, 8.07 | Schaukje Könning                                      |
| Anita Gibbs          | Leslie Hope          | Stellvertretende Bundesstaatsanwältin der Bezirksstaatsanwaltschaft, welche Mike für seinen Betrug in das Gefängnis bekommt. | 5.11–5.16, 6.11, 6.16, 7.07 | Sabine Arnhold                                        |
| Frank Gallo          | Paul Schulze         | Mithäftling von Mike, der wegen Harvey seit 13 Jahren im Gefängnis sitzt und sich an ihm rächen will. | 6.01–6.05, 6.07–6.09, 7.05–7.08 | Viktor Neumann                                        |
| Kevin Miller         | Erik Palladino       | Mithäftling und Zellengenosse von Mike. | 6.02–6.09, 8.13, 9.08 | Sven Gerhardt                                         |
| Stu Buzzini          | Ian Reed Kesler      | Börsenhändler und Chef einer Firma, der die leeren Räume bei Pearson Specter Litt mietet und dabei häufig Louis Litt provoziert. | 6.03–6.05, 6.07, 6.10, 6.15–6.16, 7.13, 8.13 | Fabian Oscar Wien                                     |
| Tara Messer          | Carly Pope           | Innenarchitektin und Louis’ Freundin, die sich im Laufe der sechsten Staffel mit ihm verlobt. | 6.04, 6.06–6.11, 6.13–6.16 | Victoria Sturm                                        |
| Oliver Grady         | Jordan Johnson-Hinds | Anwalt bei Eastside Legal Clinic, Freund von Mike und dessen ehemaliger Kollege. | 6.11–7.01, 7.03–7.06, 7.12, 7.15, 7.16 | David Turba                                           |
| Dr. Stan Lipschitz   | Ray Proscia          | Louis’ Therapeut. | 7.02, 7.03, 7.05, 7.07, 7.09–7.10, 7.12, 7.14, 8.02, 8.06–8.08, 8.14, 9.03, 9.05, 9.10                                                                                        | Andreas Conrad                                        |
| Rosalie Williams     | Tamberla Perry       | Ehefrau von Alex | 8.12, 9.03–9.04 | Uschi Hugo                                            |
| Faye Richardson      | Denise Crosby        | Rechtsanwältin | 9.01–9.10 | Heike Schroetter                                      |

### Trivia
- In kleineren Nebenrollen haben Gabriel Machts Ehefrau Jacinda Barrett (als Zoe Lawford), sein Vater Stephen Macht (als Professor Henry Gerard) sowie Patrick J. Adams Ehefrau Troian Bellisario (als Claire Bowden) Gastauftritte.
- Hauptdarstellerin Meghan Markle verließ die Serie und beendete ihre Schauspielkarriere zum Ende der siebten Staffel im Frühjahr 2018, um sich als Ehefrau des englischen Prinzen Harry of Wales verstärkt ihren neuen Aufgaben am britischen Königshaus widmen zu können.[29][30]

## Episodenliste
| Staffel | Episodenanzahl | Erstausstrahlung USA | Erstausstrahlung USA | Deutschsprachige Erstveröffentlichung | Deutschsprachige Erstveröffentlichung |
| Staffel | Episodenanzahl | Staffelpremiere      | Staffelfinale        | Staffelpremiere                       | Staffelfinale                         |
| ------- | -------------- | -------------------- | -------------------- | ------------------------------------- | ------------------------------------- |
| 1       | 12             | 23. Juni 2011        | 8. September 2011    | 7. Januar 2013                        | 18. Februar 2013                      |
| 2       | 16             | 14. Juni 2012        | 21. Februar 2013     | 15. April 2013                        | 3. Juni 2013                          |
| 3       | 16             | 16. Juli 2013        | 10. April 2014       | 5. Mai 2014                           | 23. Juni 2014                         |
| 4       | 16             | 11. Juni 2014        | 4. März 2015         | 21. April 2015                        | 9. Juni 2015                          |
| 5       | 16             | 24. Juni 2015        | 2. März 2016         | 5. April 2016                         | 24. Mai 2016                          |
| 6       | 16             | 13. Juli 2016        | 1. März 2017         | 28. März 2017                         | 16. Mai 2017                          |
| 7       | 16             | 12. Juli 2017        | 25. April 2018       | 20. Dezember 2018                     | 20. Dezember 2018                     |
| 8       | 16             | 18. Juli 2018        | 27. Februar 2019     | 7. November 2019                      | 7. November 2019                      |
| 9       | 10             | 17. Juli 2019        | 18. September 2019   | 28. April 2020                        | 14. Mai 2020                          |

## Ausstrahlung

### Vereinigte Staaten
Die Erstausstrahlung in den Vereinigten Staaten erfolgte am 23. Juni 2011 auf dem Kabelsender USA Network mit einer ca. 77-minütigen Pilotfolge. Die zwölfteilige erste Staffel wurde bis zum 8. August 2011 jeweils im Anschluss an Burn Notice gezeigt. Im Durchschnitt verfolgten 6,31 Millionen Zuschauer die erste Staffel. Seit der zweiten Staffel wird Suits zweigeteilt gesendet. Während die ersten zehn Episoden vom 14. Juni bis zum 23. August 2012 wiederum mit Burn Notice als Lead-in ausgestrahlt wurden, folgten die restlichen sechs Episoden vom 17. Januar bis zum 21. Februar 2013 im Anschluss an verschiedene Wiederholungen. Die Ausstrahlung der ersten zehn Episoden der dritten Staffel erfolgte vom 16. Juli bis zum 17. September 2013 im Anschluss an Covert Affairs. Die restlichen sechs Episoden strahlte der Sender vom 6. März bis zum 10. April 2014 aus. Die vierte Staffel begann bei USA Network am 11. Juni 2014.
Die Ausstrahlung der fünften Staffel begann am 24. Juni 2015. Die Ausstrahlung der sechsten Staffel begann am 13. Juli 2016.
Vom 12. Juli bis 13. September 2017 wurde der erste Teil der siebten Staffel ausgestrahlt. Der zweite Teil der siebten Staffel wurde vom 28. März bis 25. April 2018 ausgestrahlt und endete in einem zweistündigen Finale zum Weggang der Darsteller Meghan Markle und Patrick J. Adams. Vom 18. Juli 2018 bis zum 19. September 2018 wurde die erste Hälfte der achten Staffel ausgestrahlt. Vom 23. Januar 2019 bis zum 27. Februar 2019 wurde die zweite Hälfte ausgestrahlt. Vom 17. Juli 2019 bis zum 18. September 2019 wurde die finale neunte Staffel ausgestrahlt.

### Deutschland
In Deutschland erfolgte die Erstausstrahlung der ersten Staffel beim Pay-TV-Sender Fox Channel vom 7. Januar bis zum 18. Februar 2013. Die Ausstrahlung der zweiten Staffel begann am 15. April und endete am 3. Juni 2013. Die dritte Staffel wurde vom 5. Mai 2014 bis zum 23. Juni 2014 ebenfalls bei FOX ausgestrahlt. Die Ausstrahlung der vierten Staffel begann am 21. April 2015 und endete am 9. Juni 2015. Die Ausstrahlung der fünften Staffel erfolgt vom 5. April 2016 bis 24. Mai 2016 bei FOX. Vom 28. März bis 16. Mai 2017 wurde dort die 6. Staffel ausgestrahlt und anschließend die 7. Staffel. Die Staffeln 8 und 9 wurden auf Universal TV ausgestrahlt.
Für das deutsche Free-TV hat sich VOX die Rechte gesichert. Die erste Staffel wurde vom 7. Februar bis 24. März 2014 gesendet. Die Ausstrahlung der zweiten Staffel begann direkt im Anschluss an die erste Staffel am 31. März, endete aber vorzeitig auf Grund schlechter Einschaltquoten nach der sechsten Episode am 14. April 2014. Im November 2015 strahlte VOX die erste Staffel erneut aus. Im Anschluss zeigte VOX die zweite Staffel. Ab dem 22. Februar 2016 wurde die dritte Staffel bei VOX ausgestrahlt. Aufgrund schlechter Einschaltquoten verschob VOX ab dem 19. April 2016 die Serie ins Nachtprogramm und entschied sich, die vierte Staffel nicht mehr auszustrahlen. Inzwischen ist die Serie seit mehreren Jahren bei Netflix verfügbar und kann mit Veröffentlichung der letzten Staffel am 28. April 2021 seitdem komplett gestreamt werden.

### International
| Land                   | Sender                     | Erstausstrahlung   |
| ---------------------- | -------------------------- | ------------------ |
| Australien             | Seven Network              | 15. August 2011    |
| Kanada                 | Bravo!                     | 3. Oktober 2011    |
| Russland               | Perwy kanal [Первый канал] | 26. September 2011 |
| Portugal               | TV Séries                  | Oktober 2011       |
| Slowenien              | Pop TV                     | 6. Februar 2012    |
| Trinidad               | USA                        | August 2011        |
| Vereinigtes Königreich | Dave                       | 17. Januar 2012    |
| Asien                  | Diva Universal             | 26. März 2012      |
| Philippinen            | JackTV                     | 26. Februar 2012   |
| Spanien                | 13th Street Universal      | Februar 2012       |
| Italien                | Mediaset Premium           | 10. März 2012      |
| Schweden               | Sveriges Television        | 17. März 2012      |
| Polen                  | Canal+                     | 23. Februar 2012   |
| Norwegen               | TV 2                       | 17. Mai 2012       |
| Island                 | Stöð 2                     | 11. Juni 2012      |
| Zypern                 | Universal Channel          | 25. Juni 2012      |
| Kolumbien              | Space                      | 4. Juli 2012       |
| Brasilien              | Space                      | 4. Juli 2012       |
| Argentinien            | Space                      | 6. Juli 2012       |
| Costa Rica             | Space                      | 6. Juli 2012       |

## DVD- und Blu-ray-Veröffentlichungen
Vereinigte Staaten
- Staffel 1 erschien am 1. Mai 2012
- Staffel 2 erschien am 28. Mai 2013
- Staffel 3 erschien am 27. Mai 2014
- Staffel 4 erschien am 28. April 2015
- Staffel 5 erschien am 31. Mai 2016
- Staffel 6 erschien am 29. Mai 2017
- Staffel 7 erschien am 12. Juni 2018

Deutschland
- Staffel 1 erschien am 10. April 2014
- Staffel 2 erschien am 26. Juni 2014
- Staffel 3 erschien am 9. Oktober 2014
- Staffel 4 erschien am 20. August 2015
- Staffel 5 erschien am 18. August 2016
- Staffel 6 erschien am 17. August 2017
- Staffel 7 erschien am 20. Dezember 2018
- Staffel 8 erschien am 7. November 2019
- Staffel 9 erschien am 15. Mai 2020

## Spin-off
Am 22. Februar 2017 wurde bekanntgegeben, dass USA Network eine Spin-off-Serie zu Suits über die Figur Jessica Pearson entwickelt, die von Gina Torres gespielt wird. Im März 2017 wurde bekannt, dass Gina Torres den Vertrag unterzeichnet habe und die Serie zusammen mit Aaron Korsh und Daniel Arkin produzieren werde.
Die letzte Folge der siebten Staffel von Suits dient als Backdoor-Pilot für die Spin-off-Serie. Der offizielle Titel der Serie lautet Pearson. Im Oktober 2020 wurde die Serie nach zehn Folgen abgesetzt.